# رافائل فرانکو
رافائل فرانکو (انگلیسی: Rafael Franco؛ زاده ۲۲ اکتبر ۱۸۹۶ – درگذشته ۱۶ سپتامبر ۱۹۷۳) سیاستمدار اهل پاراگوئه بود. وی از ۱۷ فوریه ۱۹۳۶ تا ۱۳ اوت ۱۹۳۷ رئیس‌جمهور این کشور بود.
رافائل فرانکو در ۱۶ سپتامبر ۱۹۷۳، در سن ۷۶ سالگی درگذشت.